# Simao
Simao (chinesisch 思茅区, Pinyin Sīmáo Qū) ist das Verwaltungszentrum und einziger Stadtbezirk der Stadt Pu’er in der chinesischen Provinz Yunnan. Am 21. Januar 2007 wurden der ehemalige Stadtbezirk Cuiyun in Simao und die ehemalige Stadt Simao in Pu'er umbenannt.

## Geographie und Bevölkerung
Der Stadtbezirk Simao hat eine Fläche von 3.864 km² und 416.188 Einwohner (Stand: Zensus 2020).

## Verwaltungsgliederung
Auf Gemeindeebene setzt Simao sich aus vier Großgemeinden, einer Gemeinde und zwei Nationalitätengemeinden zusammen. Diese sind:
- Großgemeinde Simao (思茅镇);
- Großgemeinde Nanping (南屏镇);
- Großgemeinde Yixiang (倚象镇);
- Großgemeinde Simaogang (思茅港镇);
- Gemeinde Liushun (六顺乡);
- Gemeinde Yunxian der Yi (云仙彝族乡);
- Gemeinde Longtan der Yi und Dai (龙潭彝族傣族乡);

Hinzu kommen die beiden Staatsfarmen: 
- Staatsfarm Manxi (曼昔农场);
- Staatsfarm Simao (思茅农场).